# Anna Hutsol
Anna Vasilivna Hutsol (Oekraïens: Ганна Василівна Гуцол, Russisch: Анна Васильевна Гуцол) (Moermansk, 16 oktober 1984) is een Oekraïens econoom, politicus, mensenrechtenactivist, feminist en oprichter van de actiegroep FEMEN.

## Biografie
Hutsol heeft Joodse wortels en is geboren in Sovjet-Rusland, maar verhuisde samen met haar ouders eind 1991 naar het net onafhankelijke Oekraïne. Hutsol is een econoom en een voormalig assisten van zangeres Tina Karol.
Hutsol richtte FEMEN op in 2008 nadat ze de trieste verhalen zat was van Oekraïense vrouwen die door valse beloften uit het buitenland werden opgelicht: "Ik heb FEMEN gesticht omdat ik besefte dat er een gebrek aan vrouwenactivisten in onze samenleving was; Oekraïne is nu gericht op mannen, terwijl vrouwen een passieve rol aannemen." Volgens Hutsol hielpen de skills die ze opdeed tijdens haar werk met Tina Karol mee aan de "public relations" van FEMEN. FEMEN hanteert hoofdzakelijk topless demonstraties als actiemiddel. De groep begon met protesteren tegen prostitutie in Oekraïne en verbreedde daarna haar agenda naar vrouwenrechten en burgerrechten in Oekraïne en over de hele wereld.
Hutsol wilde in januari 2011 dat FEMEN zou worden vertegenwoordigd in de Verchovna Rada, maar FEMEN deed uiteindelijk niet mee aan de Oekraïense parlementsverkiezingen 2012.
Op 16 november 2012 werd Hutsol vastgehouden door de FSB op Luchthaven Poelkovo in Sint-Petersburg omdat ze Rusland niet in mocht reizen. Ze werd terug naar haar vertrekpunt in Parijs gedeporteerd.
Eind augustus 2013 vluchtten Hutsol, Inna Shevchenko en enkele andere FEMEN-leden uit angst voor hun leven en vrijheid weg uit Oekraïne. Hutsol vroeg asiel aan in Zwitserland in 2013, maar de autoriteiten wezen haar verzoek af op 27 maart 2014.

## Filmografie
- Nos seins, nos armes! (Onze borsten, onze wapens!), documentaire (70 minuten), geschreven en geregisseerd door Caroline Fourest en Nadia El Fani, geproduceerd door Nilaya Productions, uitgezonden op France 2 op 5 maart 2013.[22]
- Everyday Rebellion, documentaire (118 minuten), geschreven en geregisseerd door de gebroeders Riahi (Arash T. Riahi en Arman Riahi), Oostenrijk/Zwitserland/Duitsland, 2013, wereldpremière op het Copenhagen International Documentary Festival op 13 november 2013.
- Ukraine Is Not a Brothel (Oekraïne is geen bordeel), 2013, documentaire
- Je Suis Femen (Ik Ben Femen), 2014, documentaire, geschreven en geregisseerd door Alain Margot.[23]